# Maconomy
A Maconomy egy vállalatirányítási rendszer, amelyet a Deltek cég fejleszt. A Maconomy ERP-rendszer a projektalapon működő, úgynevezett professzionális szolgáltató szervezetek integrált vállalatirányítási megoldása.

## Történet
A Maconomy vállalatirányítási rendszer eredeti fejlesztője az 1983-ban alapított dán PPU Software A/S volt.
1989-ben a PPU Software A/S egy új technológián alapuló ERP terméket kezdett tervezni, a PPU Maconomy A/S leányvállalatában.
A Maconomy központi fejlesztőcsapata Koppenhágában működött, emellett öt másik országban dolgoztak a rendszeren: Hollandia, Norvégia, Svédország, Egyesült Királyság, USA.
A céget 2000-ben sikeresen bevezették a dán tőzsdére.
2010-ben a Maconomy A/S-t megvásárolta a Deltek Inc.

## Egyediség
A Maconomy vállalatirányítási rendszer egyedisége abban rejlik, hogy kifejezetten a projektalapú, ügyfélcentrikus működést támogatja, így elsősorban a professzionális szolgáltatócégek specializált vállalatirányítási megoldása. A Maconomy jellemzője, hogy a projekt- és pénzügyi, kontrolling folyamatokat is egyben kezeli.

## Iparágak
A professzionális szolgáltatócégek közé tartoznak például az alábbi szervezetek:
- Könyvelő, könyvvizsgáló-, adótanácsadó irodák
- Tanácsadó cégek (vezetési, HR, mérnöki stb.)
- Marketing-kommunikációs ügynökségek
- Ügyvédi irodák
- Informatikai fejlesztőcégek
- Mérnöki- és tervezőirodák
- K+F+I szervezetek
- Egészségügyi szolgáltatók

A professzionális szolgáltató szervezetek jellemzően olyan projektalapú szolgáltatásokat nyújtanak ügyfeleiknek, amelynek keretében a magasan képzett munkatársaik idejét értékesítik.

## Modulok
A Maconomy vállalatirányítási rendszer integráltsága miatt az alapmegoldás kiterjedt funkcionalitással rendelkezik.
Az önálló modulokat az alábbi felsorolásban dőlt, az alaprendszer funkcionalitását félkövér betűtípussal jelöltük:
- Ügyfélkezelés (CRM)
- Emberierőforrás-menedzsment (HR)
- Grafikus erőforrás- és kapacitástervezés (People Planner)
- Idő- és költségrögzítés
- Munka/szolgáltatás/projekt menedzsment
- Pénzügy
- Számlázás
- Kontrolling
- Könyvelés
- Projektkollaboráció
- Szolgáltatáshoz / projekthez kapcsolódó értékesítés
- Üzleti intelligencia (Business Objects alapú)
- Média menedzsment
- Szolgáltatáshoz / projekthez kapcsolódó kiskereskedelem
- Bejelentés-kezelés